# Social kontrol
Social kontrol er adfærdsregulering, der sikrer, at bestemte sociale normer opretholdes, blandt andet ved at foretage sanktioner overfor adfærd, der afviger fra normen. Social kontrol kan være formel (dvs. udøvet af myndigheder via lovgivningen) eller uformel, der eksempelvis udøves i form af ros, bebrejdelser, trusler eller mere subtilt i form af kropssprog, der viser, at handlingen opfattes som et normbrud.
Uformel social kontrol finder sted i alle samfund og er et grundlæggende element i hverdagslivet. Den sikrer, at normer og værdier, som findes i den pågældende gruppe, efterleves. Normerne er en forudsætning for meningsfuldt samvær indenfor det sociale system, hvor de hersker, og brud herpå bliver opfattet som en trussel imod den sociale orden og imødegås med trusler, f.eks. om udstødelse. Det er imidlertid vigtigt at være opmærksom på, at det, der opfattes som afvigende indenfor én social gruppe, kan være helt normalt indenfor en anden gruppe.
Den formelle sociale kontrol er mere åbenlys. Den består af tvangsprægede eller straffende kontrolforanstaltninger. Det omfatter det strafferetlige system med beføjelser til at idømme bøder eller frihedsstraffe. Andre eksempler er retningslinjer og disciplinære foranstaltninger i skolen.

## Positiv og negativ social kontrol
Man skelner ofte mellem positiv og negativ social kontrol. Den sociale kontrol er i mange tilfælde en positiv foranstaltning, som bidrager til at bevare et velfungerende samfund. Den sørger for et sæt spilleregler for den fredelige sameksistens mellem borgerne i et samfund. Imidlertid kan kontrollen blive ekstrem og undertrykkende, så den kommer i konflikt med grundlæggende rettigheder for personers ret til livsudfoldelse. I daglig tale bruges udtrykket "social kontrol" ofte som synonym for en ekstrem eller negativ udgave af begrebet.

## Social kontrol i æresrelaterede konflikter
(Negativ) social kontrol nævnes ofte i forbindelse med æresrelaterede konflikter, dvs. konflikter, der opstår indenfor familien, fordi der opstår en opfattelse af, at et familiemedlem har krænket eller risikerer at krænke familiens ære. Konflikten kan eksempelvis skyldes, at en ung får en kæreste, modsætter sig familiens ønsker til ægteskab, har en seksuel orientering, som ikke kan rummes indenfor familiens traditioner og normer, eller ønsker en omgangskreds eller uddannelse, som går imod familiens vilje. I sådan en situation kan forældre eller andre familiemedlemmer udøve negativ social kontrol, f.eks. restriktioner i forhold til den pågældendes livsstil, fritidsaktiviteter og sociale relationer.